# Düsseldorfer Turn- und Sportverein Fortuna 1895 1996-1997
Questa voce raccoglie le informazioni riguardanti il Düsseldorfer Turn- und Sportverein Fortuna 1895 nelle competizioni ufficiali della stagione 1996-1997.

## Stagione
Nella stagione 1996-1997 il Fortuna Düsseldorf, allenato da Aleksandar Ristić e Rudolf Wójtowicz, concluse il campionato di Bundesliga al 16º posto e fu retrocesso in 2. Bundesliga. In Coppa di Germania il Fortuna Düsseldorf fu eliminato al secondo turno dall'Amburgo.

## Rosa
| N. |                                 | Ruolo | Calciatore        |
| -- | ------------------------------- | ----- | ----------------- |
| 1  | Germania (bandiera)             | P     | Georg Koch        |
| 2  | Germania (bandiera)             | C     | André Winkhold    |
| 3  | Germania (bandiera)             | C     | Ulf Mehlhorn      |
| 4  | Germania (bandiera)             | D     | Karl Werner       |
| 6  | Croazia (bandiera)              | D     | Darko Dražić      |
| 7  | Bosnia ed Erzegovina (bandiera) | C     | Vlatko Glavaš     |
| 8  | Polonia (bandiera)              | C     | Andrzej Buncol    |
| 9  | Germania (bandiera)             | C     | Thomas Seeliger   |
| 11 | Germania (bandiera)             | A     | Stefan Trienekens |
| 14 | Germania (bandiera)             | C     | Harald Katemann   |
| 16 | Italia (bandiera)               | A     | Raffael Tonello   |
| 18 | Germania (bandiera)             | C     | Thorsten Judt     |
| 20 | Serbia e Montenegro (bandiera)  | C     | Vladimir Pasic    |
| 23 | Russia (bandiera)               | A     | Sergej Juran      |
| 25 | Germania (bandiera)             | C     | Robert Niestroj   |

| N. |                         | Ruolo | Calciatore          |
| -- | ----------------------- | ----- | ------------------- |
| 26 | Polonia (bandiera)      | A     | Ryszard Cyroń       |
| 27 | Germania (bandiera)     | D     | Jörg Bach           |
| 28 | Slovenia (bandiera)     | C     | Rudi Istenič        |
| 29 | RD del Congo (bandiera) | A     | Mac Younga-Mouhani  |
| 30 | Germania (bandiera)     | P     | Frank Kirn          |
| 31 | Germania (bandiera)     | C     | Markus Oberleitner  |
| 34 | Germania (bandiera)     | C     | Markus Anfang       |
| 35 | Germania (bandiera)     | P     | Christian Rothkopf  |
| 36 | Nigeria (bandiera)      | C     | Dennis Ibrahim      |
| 37 | Germania (bandiera)     | C     | Oliver Schmitt      |
| 39 | Nigeria (bandiera)      | C     | Abiodun Obafemi     |
| 40 | Germania (bandiera)     | D     | Holger Fach         |
| 41 | Germania (bandiera)     | C     | Mario Tolkmitt      |
| 42 | Germania (bandiera)     | P     | Thorsten Walther    |
| 44 | Russia (bandiera)       | C     | Igor' Dobrovol'skij |

## Organigramma societario
Area tecnica
- Allenatore: Rudolf Wójtowicz
- Allenatore in seconda:
- Preparatore dei portieri: Enver Marić
- Preparatori atletici:

## Calciomercato

### Sessione estiva
| Acquisti | Acquisti           | Acquisti            | Acquisti |
| R.       | Nome               | da                  | Modalità |
| -------- | ------------------ | ------------------- | -------- |
| A        | Róbert Kociš       | Tatran Prešov       |          |
| D        | Holger Fach        | Bayer Leverkusen    |          |
| A        | David Nielsen      | Copenaghen          |          |
| P        | Thorsten Walther   | Stoccarda           |          |
| D        | Andreas Golombek   | Wattenscheid 09     |          |
| C        | Oliver Kröner      | Schweinfurt 05      |          |
| C        | Abiodun Obafemi    | Tolosa              |          |
| C        | Vladimir Pasic     | Rad Belgrado        |          |
| A        | Stefan Trienekens  | Remscheid           |          |
| A        | Mac Younga-Mouhani | Borussia M'gladbach |          |
| A        | Sergej Juran       | Millwall            |          |

| Cessioni | Cessioni            | Cessioni              | Cessioni |
| R.       | Nome                | a                     | Modalità |
| -------- | ------------------- | --------------------- | -------- |
| A        | Thomas Brdarić      | Fortuna Colonia       |          |
| C        | Stefan Minkwitz     | Kickers Stoccarda     |          |
| A        | Darko Pančev        | Sion                  |          |
| D        | Zvezdan Pejović     | Eintracht Francoforte |          |
| A        | Christian Radlmaier | SpVgg Landshut        |          |
| D        | Jörn Schwinkendorf  | Lubecca               |          |
| C        | Kujtim Shala        | Lokomotive Lipsia     |          |
| D        | Rasim Suksur        | Galatasaray           |          |

### Sessione invernale
| Acquisti | Acquisti           | Acquisti         | Acquisti |
| R.       | Nome               | da               | Modalità |
| -------- | ------------------ | ---------------- | -------- |
| C        | Markus Oberleitner | Bayern Monaco    |          |
| C        | Mario Tolkmitt     | Bayer Leverkusen |          |

| Cessioni | Cessioni         | Cessioni       | Cessioni |
| R.       | Nome             | a              | Modalità |
| -------- | ---------------- | -------------- | -------- |
| P        | Pierre Esser     | Galatasaray    |          |
| D        | Andreas Golombek | Uerdingen 05   |          |
| A        | Róbert Kociš     | Austria Vienna |          |
| C        | Oliver Kröner    | SC Weismain    |          |
| A        | David Nielsen    | Copenaghen     |          |

## Risultati

### Bundesliga

#### Girone di andata
| Arbitro: | Strampe |

|  |           |                                    |
|  | Marcatori | 36’ Thiam 52’ Gaißmayer 71’ Oliseh |

| Arbitro: | Berg |

|                                        |           |  |
| Zorc 35’ Chapuisat 41’ Riedle 70’, 89’ | Marcatori |  |

| Arbitro: | Krug |

|  |           |              |
|  | Marcatori | 47’ Seeliger |

| Düsseldorf 28 agosto 1996, ore 19:30 CEST 4ª giornata | Fortuna Düsseldorf | 0 – 0 referto | Monaco 1860 | Rheinstadion (11 500 spett.)\| Arbitro: \| Malbranc \| |
| Arbitro:                                              | Malbranc           |               |             |                                                        |

| Arbitro: | Heynemann |

|                 |           |                        |
| Koch 32’ (aut.) | Marcatori | 42’ Mehlhorn 53’ Cyroń |

| Arbitro: | Dardenne |

|  |           |                          |
|  | Marcatori | 13’ Akpoborie 57’ Radwan |

| Arbitro: | Wack |

|  |           |                |
|  | Marcatori | 83’, 86’ Juran |

| Arbitro: | Merk |

|                   |           |  |
| Werner 16’ (rig.) | Marcatori |  |

| Arbitro: | Best |

|                                   |           |  |
| Stanislawski 20’ Pröpper 88’, 90’ | Marcatori |  |

| Arbitro: | Berg |

|                                |           |                |
| Seeliger 17’ Glavaš 22’ (rig.) | Marcatori | 51’, 75’ Közle |

| Duisburg 19 ottobre 1996, ore 15:30 CEST 11ª giornata | Duisburg | 0 – 0 referto | Fortuna Düsseldorf | Wedaustadion (19 500 spett.)\| Arbitro: \| Fandel \| |
| Arbitro:                                              | Fandel   |               |                    |                                                      |

| Arbitro: | Steinborn |

|  |           |                       |
|  | Marcatori | 38’ Hamann 83’ Scholl |

| Arbitro: | Malbranc |

|                 |           |  |
| Breitkreutz 64’ | Marcatori |  |

| Arbitro: | Wack |

|                   |           |                               |
| Werner 32’ (rig.) | Marcatori | 5’ Wilmots 43’ Dooley 81’ Max |

| Arbitro: | Fröhlich |

|                       |           |  |
| Keller 64’ Dundee 78’ | Marcatori |  |

| Arbitro: | Aust |

|                                    |           |                   |
| Bach 8’ Juran 27’, 66’ Nielsen 89’ | Marcatori | 61’ Pfeifenberger |

| Arbitro: | Dardenne |

|                            |           |              |
| Salihamidžić 56’ Bäron 70’ | Marcatori | 13’ Seeliger |

#### Girone di ritorno
| Arbitro: | Albrecht |

|                             |           |  |
| Polster 45’ Bach 84’ (aut.) | Marcatori |  |

| Arbitro: | Best |

|                             |           |  |
| Juran 46’ Dobrovol'skij 59’ | Marcatori |  |

| Düsseldorf 1º marzo 1997, ore 15:30 CET 20ª giornata | Fortuna Düsseldorf | 0 – 0 referto | Bayer Leverkusen | Rheinstadion (20 000 spett.)\| Arbitro: \| Merk \| |
| Arbitro:                                             | Merk               |               |                  |                                                    |

| Arbitro: | Heynemann |

|                                  |           |  |
| Bender 52’ Cerny 85’ Winkler 90’ | Marcatori |  |

| Arbitro: | Malbranc |

|                         |           |                 |
| Younga-Mouhani 40’, 62’ | Marcatori | 90’ (rig.) Rath |

| Arbitro: | Zerr |

|                                      |           |              |
| Beinlich 4’ Akpoborie 39’ Studer 43’ | Marcatori | 30’ Mehlhorn |

| Arbitro: | Koop |

|  |           |                                            |
|  | Marcatori | 48’ Balăkov 56’ Hagner 64’ Bobic 88’ Élber |

| Arbitro: | Dardenne |

|                                   |           |  |
| Lupescu 43’ (rig.) Pettersson 87’ | Marcatori |  |

| Arbitro: | Krug |

|                           |           |  |
| Katemann 32’ Seeliger 72’ | Marcatori |  |

| Arbitro: | Wack |

|                                             |           |          |
| Katemann 21’ (aut.) Michalke 25’ Donkov 45’ | Marcatori | 69’ Fach |

| Arbitro: | Strampe |

|             |           |           |
| Istenič 64’ | Marcatori | 45’ Marin |

| Arbitro: | Zerr |

|                                                                 |           |  |
| Nerlinger 6’ Basler 35’ Rizzitelli 38’ Zickler 45’ Matthäus 52’ | Marcatori |  |

| Arbitro: | Buchhart |

|                   |           |                     |
| Dobrovol'skij 40’ | Marcatori | 70’ Reina 78’ Kuntz |

| Arbitro: | Albrecht |

|  |           |                   |
|  | Marcatori | 30’ Dobrovol'skij |

| Arbitro: | Strampe |

|  |           |                            |
|  | Marcatori | 68’, 90’ Keller 73’ Dundee |

| Arbitro: | Dardenne |

|          |           |  |
| Bode 56’ | Marcatori |  |

| Arbitro: | Hufgard |

|                   |           |           |
| Dobrovol'skij 22’ | Marcatori | 2’ Jähnig |

### Coppa di Germania
| Arbitro: | Casper |

|                   |           |                                    |
| Mushangazhike 71’ | Marcatori | 53’ Seeliger 75’ Katemann 80’ Judt |

| Arbitro: | Steinborn |

|             |           |                                                         |
| Nielsen 89’ | Marcatori | 16’ Spörl 32’ Breitenreiter 50’ Schupp 86’ Salihamidžić |

## Statistiche

### Statistiche di squadra
| Competizione      | Punti | In casa | In casa | In casa | In casa | In casa | In casa | In trasferta | In trasferta | In trasferta | In trasferta | In trasferta | In trasferta | Totale | Totale | Totale | Totale | Totale | Totale | DR  |
| Competizione      | Punti | G       | V       | N       | P       | Gf      | Gs      | G            | V            | N            | P            | Gf           | Gs           | G      | V      | N      | P      | Gf     | Gs     | DR  |
| ----------------- | ----- | ------- | ------- | ------- | ------- | ------- | ------- | ------------ | ------------ | ------------ | ------------ | ------------ | ------------ | ------ | ------ | ------ | ------ | ------ | ------ | --- |
| Bundesliga        | 33    | 17      | 5       | 5       | 7       | 17      | 25      | 17           | 4            | 1            | 12           | 9            | 32           | 34     | 9      | 6      | 19     | 26     | 57     | -31 |
| Coppa di Germania | -     | 1       | 0       | 0       | 1       | 1       | 4       | 1            | 1            | 0            | 0            | 3            | 1            | 2      | 1      | 0      | 1      | 4      | 5      | -1  |
| Totale            | 33    | 18      | 5       | 5       | 8       | 18      | 29      | 18           | 5            | 1            | 12           | 12           | 33           | 36     | 10     | 6      | 20     | 30     | 62     | -32 |

### Andamento in campionato
| Giornata  | 1  | 2  | 3  | 4  | 5 | 6  | 7  | 8 | 9 | 10 | 11 | 12 | 13 | 14 | 15 | 16 | 17 | 18 | 19 | 20 | 21 | 22 | 23 | 24 | 25 | 26 | 27 | 28 | 29 | 30 | 31 | 32 | 33 | 34 |
| --------- | -- | -- | -- | -- | - | -- | -- | - | - | -- | -- | -- | -- | -- | -- | -- | -- | -- | -- | -- | -- | -- | -- | -- | -- | -- | -- | -- | -- | -- | -- | -- | -- | -- |
| Luogo     | C  | T  | T  | C  | T | C  | T  | C | T | C  | T  | C  | T  | C  | T  | C  | T  | T  | C  | C  | T  | C  | T  | C  | T  | C  | T  | C  | T  | C  | T  | C  | T  | C  |
| Risultato | P  | P  | V  | N  | V | P  | V  | V | P | N  | N  | P  | P  | P  | P  | V  | P  | P  | V  | N  | P  | V  | P  | P  | P  | V  | P  | N  | P  | P  | V  | P  | P  | N  |
| Posizione | 17 | 18 | 12 | 13 | 9 | 13 | 11 | 8 | 9 | 9  | 9  | 10 | 11 | 14 | 16 | 12 | 15 | 16 | 15 | 15 | 16 | 13 | 15 | 16 | 16 | 15 | 15 | 16 | 16 | 16 | 16 | 16 | 16 | 16 |

Legenda:

Luogo: C = Casa; T = Trasferta. Risultato: V = Vittoria; N = Pareggio; P = Sconfitta.

### Statistiche dei giocatori
| Giocatore         | Bundesliga | Bundesliga | Bundesliga  | Bundesliga | Coppa di Germania | Coppa di Germania | Coppa di Germania | Coppa di Germania | Totale   | Totale | Totale      | Totale     |
| Giocatore         | Presenze   | Reti       | Ammonizioni | Espulsioni | Presenze          | Reti              | Ammonizioni       | Espulsioni        | Presenze | Reti   | Ammonizioni | Espulsioni |
| ----------------- | ---------- | ---------- | ----------- | ---------- | ----------------- | ----------------- | ----------------- | ----------------- | -------- | ------ | ----------- | ---------- |
| M. Anfang         | 26         | 0          | 2           | 0          | 2                 | 0                 | 0                 | 0                 | 28       | 0      | 2           | 0          |
| J. Bach           | 26         | 1          | 7           | 0          | 2                 | 0                 | 0                 | 0                 | 28       | 1      | 7           | 0          |
| A. Buncol         | 6          | 0          | 0           | 0          | 1                 | 0                 | 0                 | 0                 | 7        | 0      | 0           | 0          |
| R. Cyroń          | 19         | 1          | 0           | 0          | 1                 | 0                 | 0                 | 0                 | 20       | 1      | 0           | 0          |
| I. Dobrovol'skij  | 15         | 4          | 4           | 1          | 0                 | 0                 | 0                 | 0                 | 15       | 4      | 4           | 1          |
| D. Dražić         | 17         | 0          | 2           | 0          | 1                 | 0                 | 1                 | 0                 | 18       | 0      | 3           | 0          |
| P. Esser          | 0          | 0          | 0           | 0          | 1                 | 0                 | 0                 | 0                 | 1        | 0      | 0           | 0          |
| H. Fach           | 24         | 1          | 7           | 0          | 0                 | 0                 | 0                 | 0                 | 24       | 1      | 7           | 0          |
| V. Glavaš         | 11         | 1          | 1           | 1          | 1                 | 0                 | 0                 | 0                 | 12       | 1      | 1           | 1          |
| A. Golombek       | 3          | 0          | 0           | 0          | 0                 | 0                 | 0                 | 0                 | 3        | 0      | 0           | 0          |
| D. Ibrahim        | 0          | 0          | 0           | 0          | 0                 | 0                 | 0                 | 0                 | 0        | 0      | 0           | 0          |
| R. Istenič        | 30         | 1          | 4           | 0          | 1                 | 0                 | 0                 | 0                 | 31       | 1      | 4           | 0          |
| T. Judt           | 26         | 0          | 5           | 1          | 2                 | 1                 | 1                 | 0                 | 28       | 1      | 6           | 1          |
| H. Katemann       | 27         | 1          | 3           | 0          | 2                 | 1                 | 0                 | 0                 | 29       | 2      | 3           | 0          |
| F. Kirn           | 0          | 0          | 0           | 0          | 0                 | 0                 | 0                 | 0                 | 0        | 0      | 0           | 0          |
| G. Koch           | 22         | 0          | 2           | 0          | 1                 | 0                 | 0                 | 0                 | 23       | 0      | 2           | 0          |
| R. Kociš          | 5          | 0          | 0           | 0          | 1                 | 0                 | 0                 | 0                 | 6        | 0      | 0           | 0          |
| O. Kröner         | 6          | 0          | 0           | 0          | 1                 | 0                 | 0                 | 0                 | 7        | 0      | 0           | 0          |
| U. Mehlhorn       | 27         | 2          | 7           | 0          | 2                 | 0                 | 0                 | 0                 | 29       | 2      | 7           | 0          |
| D. Nielsen        | 13         | 1          | 2           | 0          | 2                 | 1                 | 0                 | 0                 | 15       | 2      | 2           | 0          |
| R. Niestroj       | 1          | 0          | 0           | 0          | 0                 | 0                 | 0                 | 0                 | 1        | 0      | 0           | 0          |
| A. Obafemi        | 1          | 0          | 0           | 0          | 0                 | 0                 | 0                 | 0                 | 1        | 0      | 0           | 0          |
| M. Oberleitner    | 13         | 0          | 1           | 0          | 0                 | 0                 | 0                 | 0                 | 13       | 0      | 1           | 0          |
| V. Pasic          | 9          | 0          | 1           | 0          | 1                 | 0                 | 0                 | 0                 | 10       | 0      | 1           | 0          |
| C. Rothkopf       | 0          | 0          | 0           | 0          | 0                 | 0                 | 0                 | 0                 | 0        | 0      | 0           | 0          |
| O. Schmitt        | 2          | 0          | 0           | 0          | 0                 | 0                 | 0                 | 0                 | 2        | 0      | 0           | 0          |
| T. Seeliger       | 32         | 4          | 8           | 0          | 2                 | 1                 | 0                 | 0                 | 34       | 5      | 8           | 0          |
| M. Tolkmitt       | 13         | 0          | 0           | 0          | 0                 | 0                 | 0                 | 0                 | 13       | 0      | 0           | 0          |
| R. Tonello        | 10         | 0          | 0           | 0          | 0                 | 0                 | 0                 | 0                 | 10       | 0      | 0           | 0          |
| S. Trienekens     | 4          | 0          | 0           | 0          | 0                 | 0                 | 0                 | 0                 | 4        | 0      | 0           | 0          |
| T. Walther        | 14         | 0          | 0           | 0          | 0                 | 0                 | 0                 | 0                 | 14       | 0      | 0           | 0          |
| K. Werner         | 21         | 2          | 3           | 0          | 2                 | 0                 | 0                 | 0                 | 23       | 2      | 3           | 0          |
| A. Winkhold       | 11         | 0          | 4           | 0          | 1                 | 0                 | 0                 | 0                 | 12       | 0      | 4           | 0          |
| M. Younga-Mouhani | 19         | 2          | 4           | 0          | 0                 | 0                 | 0                 | 0                 | 19       | 2      | 4           | 0          |
| S. Juran          | 16         | 5          | 1           | 1          | 1                 | 0                 | 0                 | 0                 | 17       | 5      | 1           | 1          |